# Giant Steps (album Tommy’ego Flanagana)
Giant Steps – album muzyczny amerykańskiego pianisty jazzowego Tommy’ego Flanagana nagrany z kontrabasistą
George’em Mrazem i perkusistą Alem Fosterem tworzącymi sekcję rytmiczną. Płyta była dedykowana
Johnowi Coltrane’owi i zawierała tylko jego kompozycje. Nagrania zarejestrowano w Eurosound Studio w Nowym Jorku podczas dwóch sesji w dniach 17 i 18 lutego 1982. LP wydała w 1982 niemiecka wytwórnia Enja Records. W 1983 album nominowany był do nagrody Grammy w kategorii nazywanej wówczas: Best Jazz Instrumental Performance (Group).

## Muzycy
- Tommy Flanagan – fortepian
- George Mraz – kontrabas
- Al Foster – perkusja

## Lista utworów
Strona A
| 1. | „Mr. P.C.”            | 6:38  |
|    |                       |       |
| 2. | „Central Park West”   | 5:38  |
|    |                       |       |
| 3. | „Syeeda's Song Flute” | 6:01  |
|    |                       |       |
|    |                       | 18:17 |
|    |                       |       |
Strona B
| 4. | „Cousin Mary” | 7:13  |
|    |               |       |
| 5. | „Naima”       | 5:02  |
|    |               |       |
| 6. | „Giant Steps” | 6:14  |
|    |               |       |
|    |               | 18:29 |
|    |               |       |

## Informacje uzupełniające
- Producenci – Horst Weber, Matthias Winckelman
- Inżynier dźwięku – David Baker
- Zdjęcie (okładka) –  Florian Adler
- Zdjęcia – Patrick Hinley
- Projekt okładki – Elisabeth Winckelmann
- Łączny czas trwania – 36:46